# Apagão na Península Ibérica em 2025
O Apagão na Península Ibérica em 2025 foi um apagão geral que teve início às 11h33 (hora de Lisboa) do dia 28 de abril de 2025, afetando Portugal continental, Espanha peninsular, Andorra e o sudoeste de França. Foram também relatados problemas na rede elétrica europeia. Semáforos deixaram de funcionar em diversos locais, e linhas do metropolitano tiveram de ser evacuadas.

## Impacto

### Portugal
Em Portugal, o apagão afetou todo o território continental, fazendo parar o metro, os comboios e os semáforos, assim como as redes móveis que também ficaram com fortes limitações, sobretudo nas chamadas de voz, com os serviços de dados parcialmente funcionais.
Foram suspensos os elevadores elétricos e elétricos da Carris. Os autocarros continuaram a circular, prestando serviço gratuito à população.

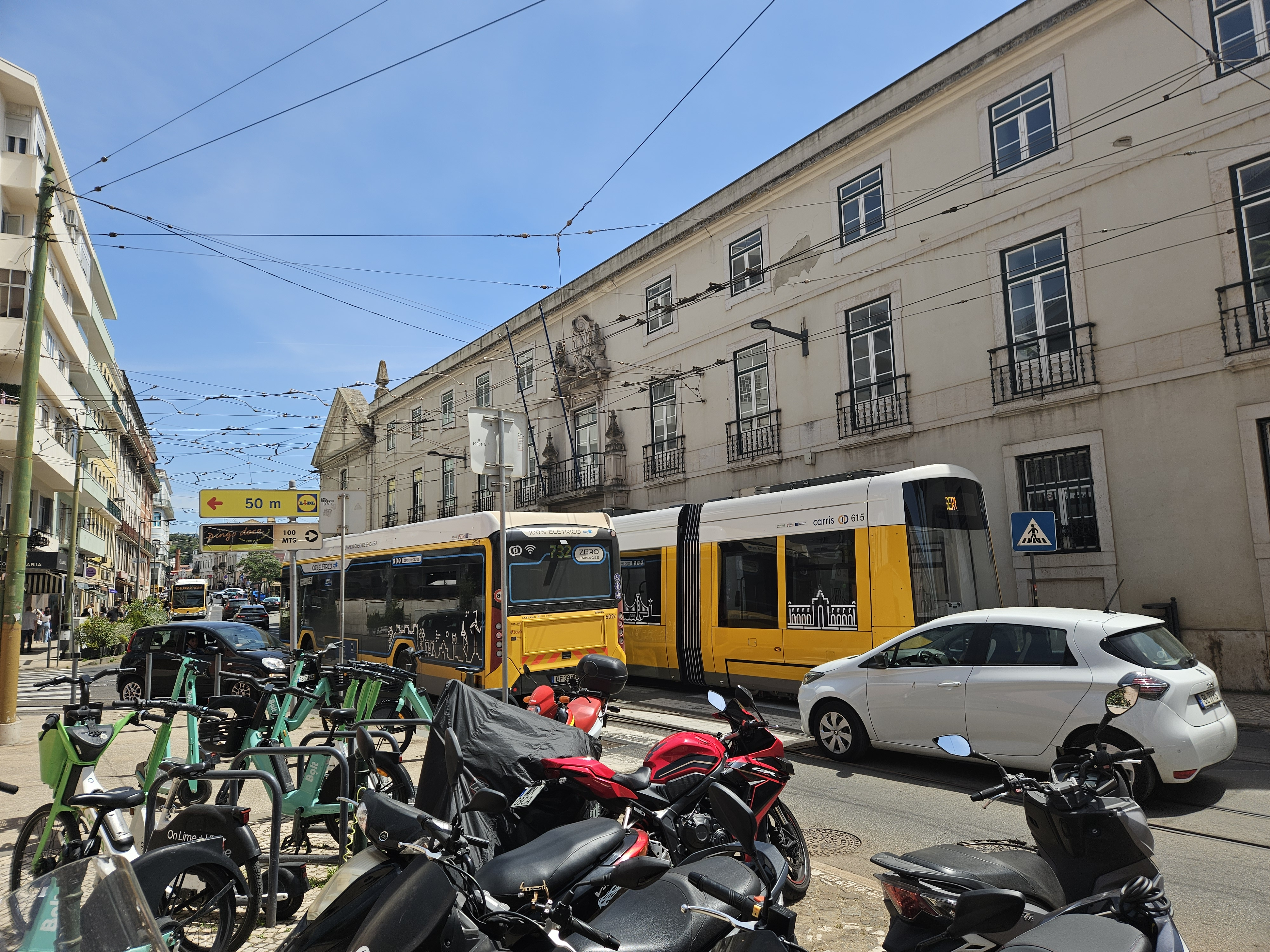
Veículos a desviarem-se de um elétrico imobilizado em Lisboa devido ao corte de alimentação

Os hospitais recorreram a geradores para manter a operacionalidade. Às 14h00, o Hospital de Santa Maria, em Lisboa, suspendeu toda a atividade programada e ativou o plano de contingência, após reavaliação da situação.
A empresa Águas de Portugal pediu à população grande contenção no consumo de água, uma vez que, devido ao apagão, faltava a energia necessária para a transportar.
Os comboios da Fertagus estiveram parados nas estações, e um maior contingente policial nas ruas para lidar com os problemas de trânsito causados pela ausência de semáforos. O aeroporto de Lisboa esteve a operar com limitações, acabando por encerrar cerca das 13h00, assim permanecendo até pouco depois das 21h00, quando reabriu, embora com limitações. Os aeroportos do Porto e Faro funcionaram com grandes condicionamentos, com longas filas e recurso a geradores.
Devidos aos constrangimentos, diversas farmácias encerraram a atividade geral, estando disponíveis apenas para situações de emergência.
A situação alarmou alguma população, que correu aos supermercados, multibancos e bombas de gasolina.
A Liga Portuguesa de Futebol anunciou o adiamento do jogo Casa Pia-Estoril Praia, da 31.ª jornada da Primeira Liga, assim como os dois encontros da Segunda Liga previstos para 28 de abril, devido à falta de energia. O apagão causou igualmente o adiamento do interrogatório de Mário Machado e Rui Fonseca e Castro, detidos durante uma manifestação não autorizada com vários desacatos nas comemorações do 25 de Abril.
O governo do primeiro-ministro Luís Montenegro convocou um Conselho de Ministros de emergência sobre o apagão.
O debate entre o primeiro-ministro incumbente, Luís Montenegro e o líder da oposição, Pedro Nuno Santos, que estava programado para a noite de dia 28, no âmbito das eleições legislativas de 18 de maio, foi adiado.
Os arquipélagos da Madeira e dos Açores não foram afetados.
Segundo a EDP, não existiu previsão do tempo que levaria até à normalização do fornecimento de energia, sendo previsível que demoraria várias horas.
Pelas 17h00, a eletricidade havia sido reposta em partes de Abrantes, Sardoal, Golegã, Torres Novas e Mação.
Pelas 17h30, as centrais hidroelétricas da Tapada do Outeiro e Castelo do Bode haviam sido ligadas à rede da REN, com aviso de reposição de energia "muito gradual". Na mesma altura, foi reportada a reposição de energia em toda a zona central de Vila Nova de Gaia.
Pelas 18h00 os postos de abastecimento da Galp encerraram, abastecendo somente veículos de emergência.
Pelas 20h00 partes do norte de Portugal foram religadas, entre as quais algumas áreas de Matosinhos, Penafiel e Marco de Canaveses.
Até às 20h30 estavam ligadas parcialmente 110 subestações, alimentando cerca de um milhão de clientes, ainda não havendo precisão da hora que seria feita a reposição integral. Partes de Coimbra começaram a ser religadas, assim como da Grande Lisboa, entre as quais Odivelas, Alvalade, Marvila, Sete Rios e Parque das Nações.
Em 2023 foi publicada uma portaria em Diário da República para a "Implementação do sistema de aviso por difusão celular". À data de 30 de abril de 2025 este sistema ainda não havido sido implantado, devido a um impasse burocrático e político, não tendo sido utilizado aquando deste apagão.
A morte de uma mulher de 77 anos, que vivia ligada a um ventilador médico, está a ser investigada pela Inspeção-Geral das Atividades em Saúde para determinar as causas da morte. Caso se confirme a ligação entre a demora de resposta ao pedido de auxílio do filho por parte do INEM e o apagão, esta será a primeira vítima mortal em Portugal.

### Espanha

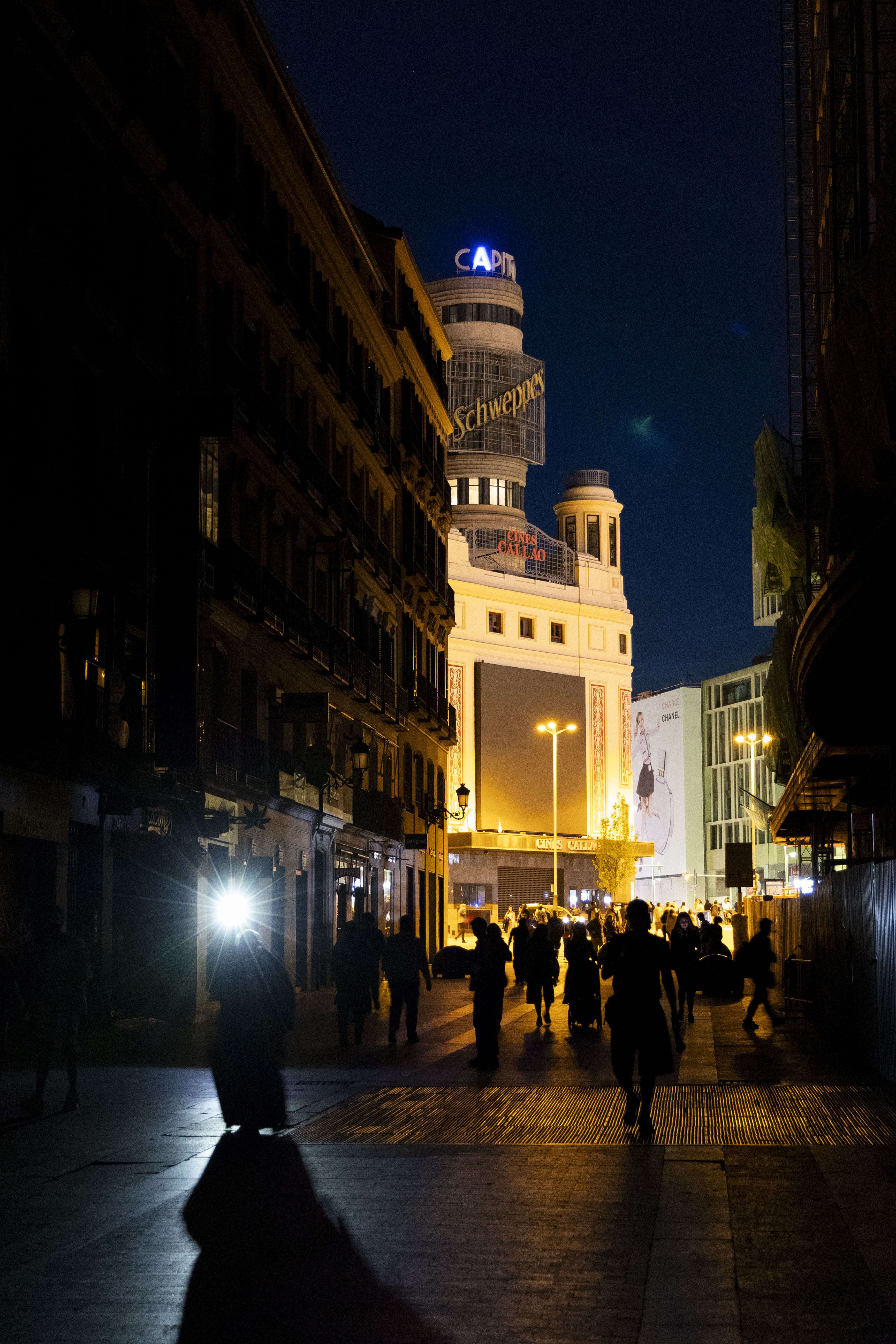
Vista da Rua dos Preciados em direção à Plaza del Callao durante o apagão, com Preciados ainda escuro enquanto Callao teve energia parcialmente restaurada.

A operadora ferroviária espanhola Renfe informou que "toda a rede elétrica nacional" falhou às 12h30, hora de Madrid. O Aeroporto de Madrid-Barajas ficou sem energia elétrica.
Segundo as autoridades espanholas, as centrais nucleares espanholas foram desconectadas da rede automaticamente devido à falha no abastecimento de energia, encontrando-se em situação de emergência de pré-alerta.
A cidade de Madrid ativou o seu plano de emergência PEMAM (Plan Territorial de Emergencia Municipal del Ayuntamiento de Madrid). As Cortes Gerais ficaram sem energia e o torneio de ténis Mutua Madrid Open de 2025 foi suspenso.
As Ilhas Canárias, as Ilhas Baleares, Ceuta e Melilha não foram afetadas.
Na tarde desse dia, a Rede Elétrica anunciou que a energia estava a ser reposta em partes do país. O distribuidor francês, Réseau de Transport d'Électricité (RTE) anunciou estar a fornecer energia a Espanha, tendo já fornecido 700 MW, planeando aumentar a potência assim que a rede ibérica estivesse em condições de a receber.
Pouco antes das 19h00, hora de Madrid, a eletricidade havia sido reposta em várias zonas da Catalunha, Aragão, País Basco, Galiza, Astúrias, Navarra, Castela e Leão, Extremadura e Andaluzia, no norte, sul e oeste de Espanha. A circulação de comboios de média e longa distância encontrava-se totalmente parada.

### Andorra
A Forces Elèctriques d'Andorra informou que o apagão proveniente de Espanha afetou o principado durante alguns segundos. Um sistema automático reconectou a rede elétrica andorrana à francesa. A Andorra Telecom também relatou interrupções semelhantes no serviço de internet.

### França
A RTE relatou um apagão que durou apenas alguns minutos no País Basco francês.

## Causas
Embora as causas sejam por enquanto desconhecidas, a E-Redes, entidade responsável pela distribuição da energia elétrica em Portugal, a falha teve origem fora do país, podendo ter origem em avarias de linhas de alta tensão da rede elétrica europeia. Manuel Castro Almeida, ministro Adjunto e da Coesão Territorial de Portugal, admitiu que o apagão energético possa ser devido a um ciberataque,  dada a “grande escala que, pela dimensão que tem, é compatível com um ciberataque", "Mas é uma informação não confirmada", reiterou.
Segundo a mesma entidade, o serviço seria reposto de forma progressiva.
Outra possível origem difundida nos meios de comunicação foi a de um incêndio ocorrido no sudoeste da França, entre Perpignan e Narbonne, que danificou uma linha de alta tensão. No entanto, a RTE, responsável pela manutenção da referida linha, declarou que o apagão não teve relação com o incêndio.
A agência espanhola de cibersegurança Incibe está a investigar a possibilidade de o incidente ter sido causado por um ciberataque. Mas fontes oficiais de Portugal, Espanha e Bruxelas, não encontraram indícios para tal ataque e afastaram essa possibilidade.
Às 15h03 GMT, a operadora da rede elétrica portuguesa REN alegadamente declarou que o apagão se deveu a "variações de temperatura em Espanha" que provocaram um raro fenómeno atmosférico. Este fenómeno induziu oscilações nas linhas de alta tensão e desestabilizou a sincronização entre sistemas, sendo avisado que poderia demorar até uma semana para a rede elétrica regressar à normalidade. No entanto, a REN desmentiu categoricamente esta informação, anónima, colocada a circular em nome da empresa. 
A 9 de Maio de 2025, a Rede Europeia de Operadores de Sistemas de Transmissão de Electricidade indica que o apagão foi resultado de "uma série complexa de eventos", indicando que houve duas oscilações na rede elétrica ibérica em comparação com a rede europeia meia hora antes do apagão, nas províncias espanholas de Granada, Badajoz e Sevilha. As perdas de energia nessas três províncias sucederam-se em 20 segundos, primeiro numa subestação em Granada às 12 horas, 32 minutos e 57 segundos (hora de Granada), 19 segundos mais tarde em Badajoz, e 20,3 segundos mais tarde em Sevilha. A perda de energia nesse minuto foi de 2,2 Gigawatts, segundo a Ministra da Transição Ecológica de Espanha, Sara Aagesen.

## Reações

### Associações portuguesas
A Associação Portuguesa de Radiodifusão reportou que a maior parte das rádios portuguesas não possuem geradores, algumas possuem sistemas UPS contudo "estes duram algumas horas, no máximo três". Esta associação informou que no início dos anos 2000 começaram a ser colocados geradores nas rádios (com apoio faseado na sua aquisição). Não foi dada continuidade ao processo após mudança do Governo.
A Associação das Rádios de Inspiração Cristã publicou uma carta aberta apelando aos líderes políticos: a criação de uma linha de apoio financeira específica para rádios locais, para aquisição e instalação de geradores, e de sistemas de acesso à internet via satélite; e a integração das rádios locais nos planos nacionais e regionais de proteção civil.

### Brasil
O apagão foi amplamente noticiado pela imprensa brasileira, ganhando destaque em diversos jornais como G1, Gazeta do Povo e Folha de São Paulo. Brasileiros em portugal tiveram dificuldades em acessar serviços públicos de imigração portugueses e também relataram prejuízos económicos decorrentes da situação. A Agência Nacional de Energia Elétrica brasileira afirmou ter oferecido apoio técnico aos países, que foi imediatamente recusado.